# دي أكسيجيناز
دي أكسيجيناز أو أكسجيناز ثنائية (بالإنجليزية: Dioxygenase)‏ هو إنزيم ينتمي إلى عائلة إنزيم أكسدة-اختزال وهو إنزيم هوائي.

## الوظيفة
هو مجموعة من الإنزيمات التي تحفز إدراج جزيء الأوكسجين إلى الركيزة العضوية.وبشكل أكثر تحديدا تلك الجهات المانحة تعمل على إقران، مع O 2 كما أكسدة ومع دمج ذرتين من الأكسجين إلى المانحة الأخرى..

## وصلات إضافية
http://dictionary.reference.com/browse/dioxygenase